# کنت ای. دوج
کنت ای. دوج (انگلیسی: Kenneth A. Dodge؛ زادهٔ ۲۰ ژوئیهٔ ۱۹۵۴) اهل ایالات متحده آمریکا استاد برجسته سیاست عمومی ویلیام مک دوگال و استاد روانشناسی و علوم اعصاب در  دانشگاه دوک است.  او همچنین موسس و مدیر سابق مرکز سیاست کودک و خانواده دانشگاه دوک و بنیان‌گذار «خانواده جهان را پیوند می دهد» است.